# シロクマ園長 命の事件簿
『シロクマ園長 命の事件簿』（しろくまえんちょう いのちのじけんぼ）は、2007年から2008年までテレビ東京・BSジャパン共同制作「水曜ミステリー9」で放送されたテレビドラマシリーズ。全2回。主演は西郷輝彦。
第2作のタイトルは『旭山動物園 シロクマ園長 命の事件簿』

## 登場人物

### 旭川市旭川動物園（第1作） → 旭川市旭山動物園（第2作）
熊代正夫
演 - 西郷輝彦
園長。獣医師でもある。動物園のスタッフたちからは尊敬を込めて“シロクマ園長”と呼ばれている。動物たちのちょっとした行動の変化などから、動物園周辺で起こった事件の解決につながるヒントを見出すことも少なくない。
竹中作次
演 - 津川雅彦
飼育員。愛称は「タケさん」。

### 北海道警察旭川南警察署
八ツ橋里美
演 - 青山倫子
刑事。北海道出身。署内では「番長」と呼ばれる。由来は昔、市内中の高校を仕切っていたまでの不良だった事から。命を粗末にする人間は大嫌い。それは彼女の父親も優秀な刑事だったが、殺人犯を捕まえる際に殉職しているためである。
岡村次郎
演 - ベンガル
刑事。里美を補導していた頃からよく知っている。ひどい腰痛持ちで、それを口実によく仕事をさぼっている。

### ゲスト
第1作（2007年）
- 望月吾朗（望月アニマルクリニック 獣医・熊代の後輩で律子の婚約者） - 乃木涼介
- 花輪孝志（獣医・熊代の大学の同期） - 丹波義隆
- 東郷（アメリカのプラネット動物園 獣医） - 草川祐馬
- 中村（旭川動物園 飼育員） - 橘ユキコ
- 城田日菜子（望月アニマルクリニック 看護師） - 飯野めぐみ
- 小林明彦（旭川動物園 飼育員・元暴走族） - 加藤英一
- 獣医OB - 今村廣則
- 木島 - 勢至郎
- 東川町立診療所 医師 - 出口高司
- 坂本（旭川動物園 獣医） - 加藤虎之介
- 黒岩直人（動物商） - 山田純大
- 日野原律子（啓吾の娘で秘書） - 愛華みれ
- 日野原啓吾（日本獣医科大学 教授・日野原研究室 室長） - 竜雷太

第2作「神居古潭（かむいこたん）〜天人峡連続殺人事件」（2008年）
- 根本草夫（造園業・旭山動物園 ボランティア） - 渡辺哲
- 石黒紀之（不動産業） - 石田延之
- 綿貫了一（石黒の仲間） - 中根徹
- 北原春子（旭山動物園 ボランティア） - 大島蓉子
- 鑑識係 - 勢至郎
- 居酒屋の女将 - 羽田圭子
- 栗原真理（瑞枝の娘・小学生） - 村中暖奈
- 旭川トーヨーホテル 調理師 - 山地健仁
- 刑事 - 平川博晶
- 河野大蔵（職業不明・旭川トーヨーホテル 元調理師） - 川野太郎
- 丸谷博（丸谷養鱒場 経営者・アライグマ駆除ボランティア） - 風間トオル
- 栗原瑞枝（旭山動物園 飼育係・河野の恋人） - 古手川祐子
- 梅津亮、小池幸範、塩野谷ひとみ、島野浩一、白木伸悟、新保美幸、高井尚樹、寺山修、藤井正信

## スタッフ
- 協力 - 旭川市、旭山動物園
- 脚本 - 田子明弘
- 監督 - 皆元洋之助
- 撮影 - 栗林克夫
- 照明 - 板垣賢三（1）、落合一夫（2）
- VE - 西澤康永（1）、平田壮之介（2）
- 音声 - 根本敬之
- 助監督 - 元村次宏
- 動物撮影 - 今津秀邦
- 音響効果 - スワラプロダクション
- 技術協力 - テイクシステムズ
- 照明協力 - ラ・ルーチェ
- 美術協力 - アイ・アール
- ポスプロ - 汐留スタジオ、ビデオフォーカス
- プロデューサー - 瀧川治水（テレビ東京）、桜井卓也（テレビ東京、第1作）、上川栄、松本明
- 制作 - テレビ東京、BSジャパン、東通企画

## 放送日程
| 話数 | 放送日        | サブタイトル                                 | 脚本     | 監督       |
| ---- | ------------- | -------------------------------------------- | -------- | ---------- |
| 1    | 2007年7月25日 |                                              | 田子明弘 | 皆元洋之助 |
| 2    | 2008年8月13日 | 神居古潭（かむいこたん）〜天人峡連続殺人事件 | 田子明弘 | 皆元洋之助 |

## 備考
- このドラマシリーズは、旭川市旭山動物園の「一日園長」や“旭川観光大使”などを務める津川雅彦の働きかけによって誕生したという[6]。
- 人気の旭山動物園とサスペンス、という異色の組み合わせもあって、オンエアごとにネット上で静かな話題を呼んでいる。
- 番組タイトルは、テレビ東京HPの「水曜ミステリー9」公式サイトの作品紹介や各テレビ番組表など、媒体によって微妙に異なる場合がある。第2作のテレビ番組表でのタイトルは『北の大地! 旭山動物園 命の事件簿2』となっていた。
- 山陰放送では2007年9月5日に、15：00 - 16：50のBSSアフタヌーンスペシャルの放送枠で初回放送している。